# Дом Лин
Дом Линь (на френски: Maison de Ligne, Ligne) е стар висш благороднически род от Белгия.
През 11 век фамилията взема името на тяхната територия Лигне. Господарите от Лигне са били в свитата на графовете от Хенегау и участват в Кръстоносните походи.
През 1543 г. Якоб дьо Линь, който е посланик на Карл V при Папата, е издигнат в имперското графско съсловие. След измирането на фамилията Аренбергите от Графство Марк през 1547 г. Йохан фон Лигнь се жени 1547 г. за Маргарета фон Марк-Аренберг от Дом Ламарк, графиня на Графство Аренберг (1541–1547), образува страничната линия на Дом Линь Аренберг-Лигне и от 1549 г. е имперски граф на Аренберг.
Ламорал I дьо Линь (1563–1624) от главната линия е номиниран за княз на Лигне и на имперски княз.
След Белгийската революция от 1848 г. на Ойген дьо Линь се предлага кралската корона, но той я отказва. Дом Лине принадлежи към Salon Bleu и така има право да се обръща към кралската фамилия в прономинална форма.
От Дом Линь произлизат страничните линиит: Брабансон, Брабансон-Аренберг, Мой, Хам и владетелите на Херцогство Аренберг.